# Parallelstoß (Handball)
Der Parallelstoß ist ein grundlegendes Element des Handballspiels.

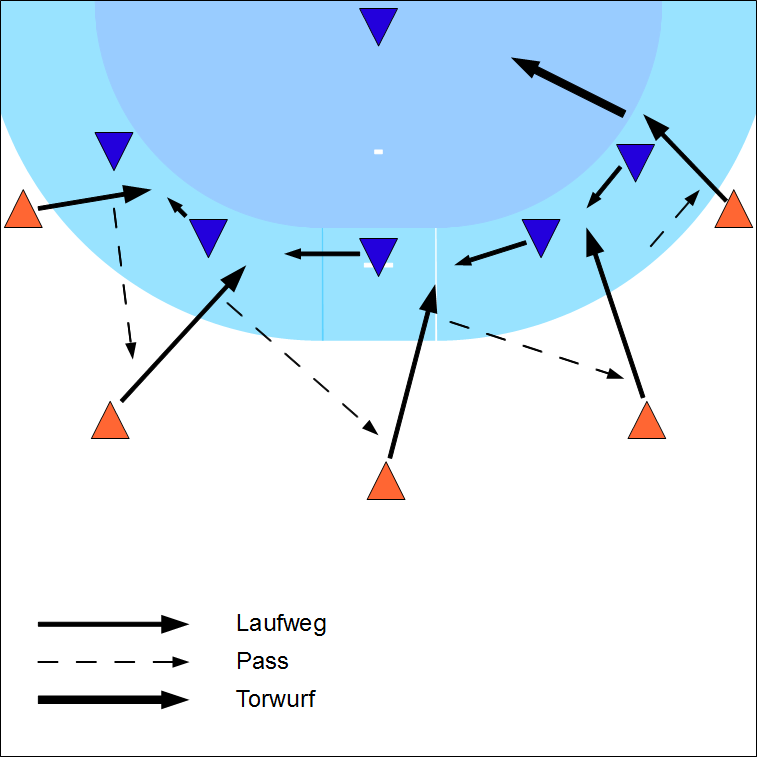
Prinzip des Parallelstoßes

Er gehört zu den grundlegenden gruppentaktischen Elementen beim Erlernen des Positionsspiels, nachdem die Ballannahme in der Vorwärtsbewegung mit ausreichender Sicherheit beherrscht wird. Beim Parallelstoß verlassen die angreifenden Spieler ihre Spielposition nicht, er ist jedoch Grundlage für die effektive Durchführung weiterführender gruppentaktischer Angriffhandlungen wie Kreuzen oder Sperren, bei denen angreifende Spieler die Spielposition wechseln (Positionswechselspiel). Besonders effektiv kann der Parallelstoß im Überzahlspiel eingesetzt werden.

## Ablauf
Der Ballführende (üblicherweise der Links- oder Rechtsaußen) läuft in die Lücke zwischen zwei Gegenspielern, so dass beide gezwungen sind, gegen den Angreifer zu verteidigen. Durch den zusätzlichen gebundenen Abwehrspieler entsteht eine größere Lücke vor dem benachbarten Angreifer, der in diesem Moment parallel zu ballführenden Angreifer in die Lücke läuft („stößt“), angespielt wird und somit einen weiteren Gegenspieler bindet. Dies wird bis zur gegenüberliegenden Seite fortgesetzt, wo der Außenverteidiger gegen den angreifenden Halbspieler verteidigen muss und somit der Außenangreifer frei steht und zum Torwurf kommt.
Alternativ kann der den Parallelstoß beginnende Spieler in die Lücke zwischen Außenverteidiger und Spielfeldrand laufen. Dadurch entsteht einerseits mehr freier Raum, andererseits wird die Abwehr durch die Variation des Laufwegs zu höherer Aufmerksamkeit gezwungen.